# بيل كارني
بيل كارني (بالإنجليزية: Bill Carney)‏ هو لاعب كرة قاعدة أمريكي، ولد في 25 مارس 1874 في سانت بول في الولايات المتحدة، وتوفي في 31 يوليو 1938 في هوبكنز في الولايات المتحدة.